# برلا سرفاتي
بيرلا سيرفاتي (الاسم القلمي بيرلا سيرفاتي-غارزون وبيرلا كوروسيك-سيرفاتي؛ ولدت عام 1944 في مراكش، المغرب) هي أكاديمية فرنسية وكندية، وعالمة اجتماع، وخبيرة نفسية اجتماعية، وكاتبة، وكاتبة مقالات، معروفة بشكل خاص بعملها في مجال المنزل والحميمية. إنها منظّرة في مجال الألفة المنزلية والضيافة والاستيلاء على الأماكن المأهولة بالسكان، وخبيرة في علم النفس البيئي. كتابها (بالفرنسية: Vieillesse et Engendrements. La longévité dans la tradition juive). كتاب «طول العمر: مكرس للنظرة اليهودية التقليدية لطول العمر كما نقلها الكتاب المقدس العبري»، وقد حصل على جائزة جي آي سيجال ‏ للكتاب اليهودي في عام 2014. تميزت مساهمة عمل سيرفاتي في علم النفس البيئي بإدخالها في عام 2018 إلى قاعة المشاهير التابعة للجمعية الدولية لدراسات الناس والبيئة [الإنجليزية] (IAPS).

## النشأة والتعليم
انتقلت بيرلا سيرفاتي إلى فرنسا في عام 1964. درست الفلسفة وعلم النفس وعلم الاجتماع في جامعة ستراسبورغ، حيث اتبعت تعاليم جورج جوسدورف، وأندريه كانيفيز، وجورج لانتري لورا، وديدييه أنزيو [الإنجليزية]، وهنري ليفبفر. انضمت إلى مختبر البروفيسور بول هنري شومبارت دي لاو [الإنجليزية] في مدرسة الدراسات العليا في العلوم الاجتماعية (بالفرنسية: École Pratique des Hautes Études en Sciences Sociales)، باريس الخامسة – السوربون، حيث حصلت على الدكتوراه في الأدب والعلوم الإنسانية (1985، علم الاجتماع).

## الوظائف والأبحاث
تم تعيينها في معهد علم النفس بجامعة ستراسبورغ في عام 1969، حيث أدخلت في تدريسها علم النفس البيئي، وهو تخصص حديث لم يكن يُدرَّس في فرنسا في ذلك الوقت، حيث كان لا يزال غير معروف عمليًا. لعب سرفاتي دورًا فعالًا في تطوير البحث في علم النفس البيئي وكذلك في الاعتراف المؤسسي به.
نظمت أول مؤتمر دولي مخصص لعلم النفس البيئي والذي عقد في فرنسا: المؤتمر الدولي الثالث لعلم النفس المعماري (IAPC) (ستراسبورغ، 1976)، في ستراسبورغ، وكان موضوعه «الاستيلاء على الفضاء». أدى إنشاء الجمعية الدولية لدراسات الناس والبيئة (الرابطة الدولية للدراسات البيئية البشرية) في عام 1981 إلى ترسيخ وإضفاء الطابع المؤسسي والاعتراف الرسمي بالطابع الدولي للمؤتمر الدولي الثالث لعلم النفس المعماري.
قامت بيرلا سرفاتي بدور نشط في تطوير البحوث والنظرية في علم النفس البيئي وكذلك في الاعتراف المؤسسي به وكذلك في وضع المفاهيم في إطار هذا التخصص لمفاهيم المسكن، و”الشي-سوي“، والضيافة، وفقدان الوطن في الهجرة، وكذلك الاستيلاء على الفضاء.
من بين الاهتمامات البحثية لبيرلا سرفاتي أيضًا التواصل الاجتماعي وأنماط الاستيلاء على المساحات الحضرية العامة، وتحول معنى حماية التراث المعماري والحضري وكذلك التراث الثقافي غير المادي.

## الجوائز والأوسمة
- 2014، جائزة جي آي سيغال للكتاب اليهودي
- 2018، الانضمام إلى قاعة مشاهير الرابطة الدولية لدراسات الشعوب والبيئة (IAPS)

## الأعمال المختارة
- Serfaty-Garzon, Perla (2016). Quand votre maison vous est contée (بالفرنسية). Bayard Canada. ISBN:978-2-89579-768-5. OCLC:991381693. Archived from the original on 2023-05-26.
- Serfaty-Garzon, Perla (2014). Vieillesse et engendrements (بالفرنسية). Novalis. ISBN:978-2-89646-656-6. OCLC:937593826. Archived from the original on 2025-02-22. (Prix J.I.-Segal, 2014)
- Serfaty-Garzon, Perla (30 Apr 2008). Marre d'être la fée du logis ?: Paradoxes de la femme d'aujourd'hui (بالفرنسية). Armand Colin. ISBN:978-2-200-24362-3. OCLC:1041211802. Archived from the original on 2025-02-22.
- Serfaty-Garzon, Perla (2006). Enfin chez soi? (بالفرنسية). Bayard Canada Livres. ISBN:978-2-89579-815-6. OCLC:1269054550. Archived from the original on 2023-05-27.
- Serfaty-Garzon, Perla (2006). Un chez-soi chez les autres (بالفرنسية). Bayard Canada. ISBN:978-2-89579-811-8. OCLC:1256742953. Archived from the original on 2023-04-27.
- Serfaty-Garzon, Perla (13 Nov 2003). Chez soi: Les territoires de l'intimité (بالفرنسية). Armand Colin. ISBN:978-2-200-35643-9. Archived from the original on 2023-05-13.
- Serfaty-Garzon, Perla (1999). Psychologie de la maison: une archéologie de l'intimité (بالفرنسية). Editions Cursus Universitaire. ISBN:978-2-89546-001-5. OCLC:313654636. Archived from the original on 2023-04-27.
- Carreau, Serge; Serfaty-Garzon, Perla; Québec (Province). Ministère de la culture et des communications (1998). Le patrimoine de Montréal: document de référence (بالفرنسية). Gouvernement du Québec, Ministère de la culture et des communications. ISBN:978-2-89417-777-8. OCLC:43281621. Archived from the original on 2023-05-27.
- Korosec-Serfaty, Perla, La Grand'place. Pratiques quotidiennes et identité de lieu, Paris, Éditions du CNRS, 1986
- Korosec-Serfaty, Perla (1982). The Main Square: Functions and Daily Uses of Stortorget in Malmoe (بالإنجليزية). Aris. ISBN:9789197045407. OCLC:1049275642. Archived from the original on 2023-05-13.
- Korosec-Serfaty, Perla (1979). Une maison à soi: déterminants psychologiques et sociaux de l'habitat individuel (بالفرنسية). Verlag nicht ermittelbar. OCLC:490940817. Archived from the original on 2025-02-22.
- Korosec-Serfaty, Perla, ed. (1976). Appropriation de l'espace (بالفرنسية). Universite Louis Pasteur. OCLC:757287074. Archived from the original on 2023-05-01.

## وصلات خارجية
- الموقع الشخصي